# Либералий из Анконы
Либералий (умер ок. 400 года) — священномученик из Анконы. День памяти — 27 апреля.
Святой Либералий (Liberalis) усердно трудился над обращением ариан в районе Анконы и сильно пострадал от их рук. Мощи святого Либералия почивают в Тревизо; сам он является патроном епархии Тревизо.
- Лоренцо Лотто, Пресвятая Богородица, апостол Пётр, святая Кристина Болсенская, святые Либералий и Иероним Стридонский
- Реликварий в соборе Тревизо